# Jahnstraße 14 (Weimar)
Das 1930 entstandene Doppelwohnhaus Jahnstraße 14/16 in der Westvorstadt von Weimar war Wohnsitz des Dirigenten Hermann Abendroth gewesen. Das Gebäude wurde nach dem Entwurf von Paul Werschy errichtet. Zur Erbauungszeit hieß diese Straße Wildenbruchstraße, benannt nach Ernst von Wildenbruch.

## Geschichte
Das einstöckige Doppelwohnhaus ist im modernen Formenrepertoire gestaltet ohne jegliche ornamentale Verzierung. Bauherr war laut Christiane Weber der Bauunternehmer und  Zimmermeister Oskar Dölke. Im Weimarer Adressbuch von 1930 ist allerdings Werschy als Eigentümer aufgeführt. Das ist auch in späteren Adressbüchern der Fall. Darin wurden Wohnungen vermietet. Es hatte 1930 die Hausnummer Wildenburchstraße 3. Werschy selbst war ein Vertreter des Weimarer Neuen Bauen und steht gewissermaßen für die Moderne, ganz anders als Rudolf Zapfe. Es war für Hermann Abendroth, der eine Hälfte des Wohnhauses bewohnte, an dem Gebäude eine Gedenktafel angebracht worden, die jedoch nicht mehr vorhanden ist. „Ebenso schnörkellos und unpathetisch wie das Haus, das er zur Heimstatt sich in Weimar gewählt, ist sein Wesen. Um mit Wilhelm Kempff, dem großen Pianisten, zu reden: Herzenswärme und Mitmenschlichkeit machen ihn zum geselligen Mittelpunkt“.
Die gesamte Jahnstraße steht auf der Liste der Kulturdenkmale in Weimar (Sachgesamtheiten und Ensembles). Das erstreckt sich auch auf diese Villa.